# Uuden Musiikin Kilpailu 2019
Der 8. Uuden Musiikin Kilpailu (Abk. UMK) fand am 2. März 2019 statt und war der finnische Vorentscheid für den Eurovision Song Contest 2019 in Tel Aviv (Israel).

## Format

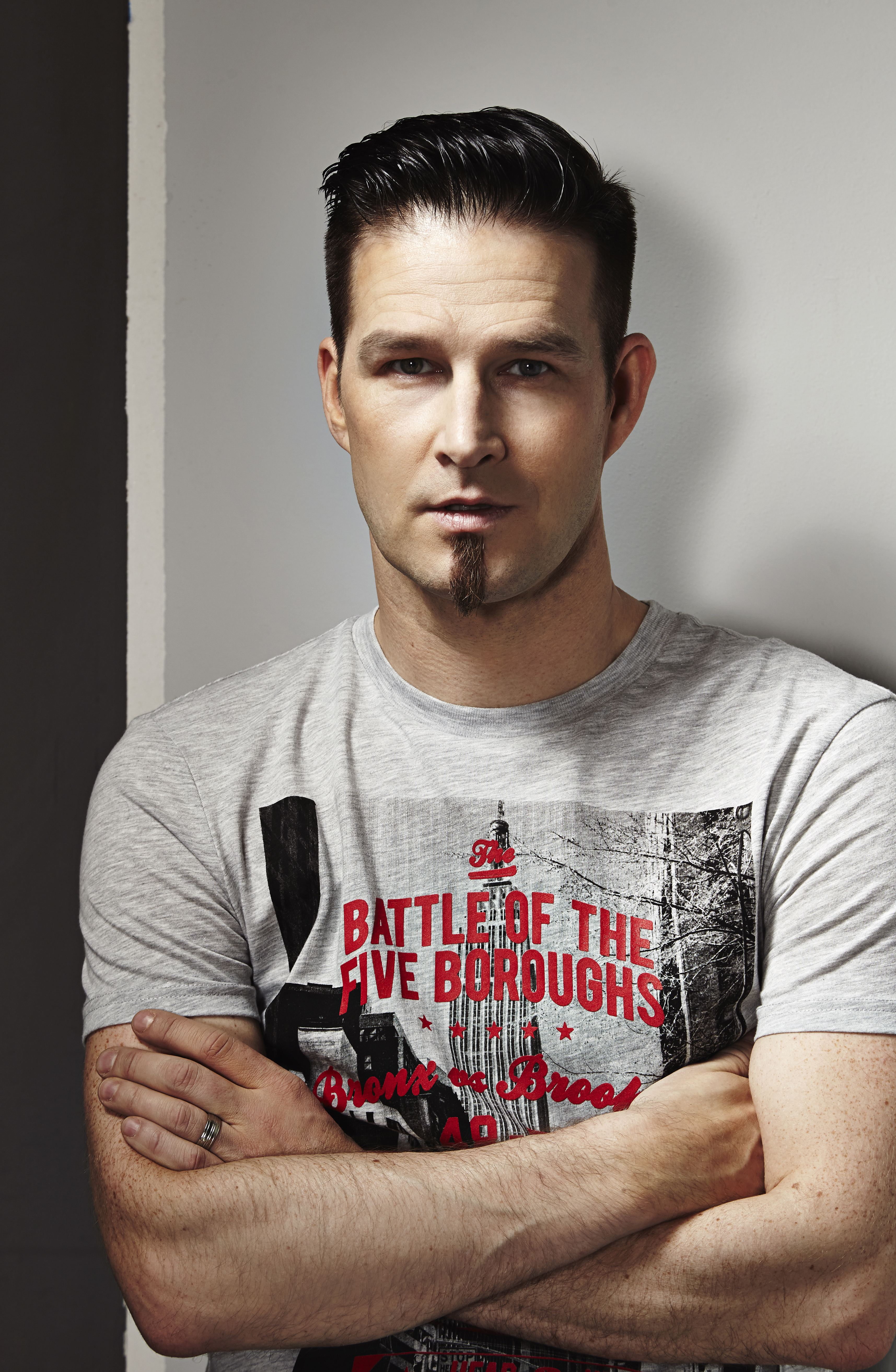
Darude 2015

### Konzept
Wie schon im Vorjahr bestand der UMK auch 2019 nur aus einem von YLE intern ausgewählten Teilnehmer, welcher drei Lieder vorstellte. Diese wurden anschließend in einer Abstimmungsrunde zu 50 % von einer internationalen Jury und zu 50 % vom Televoting bewertet. Das Lied mit den meisten Stimmen gewann dann die Vorentscheidung.

### Beitragswahl
YLE startete auch in diesem Jahr keinen öffentlichen Aufruf, sondern wählte seinen ESC-Teilnehmer zum bereits zweiten Mal intern aus. Auch die Lieder, die letztendlich im Vorentscheid vorgestellt wurden, wurden intern von YLE ausgewählt.
So wurde der finnische Interpret am 29. Januar 2019 auf einer Pressekonferenz von YLE offiziell vorgestellt. Der finnische DJ Darude vertrat sein Land dabei zusammen mit dem Sänger Sebastian Rejman. Infolgedessen wurden die Lieder am 8. Februar 2019, 15. Februar 2019 und 22. Februar 2019 weltweit inklusive Musikvideos veröffentlicht.

## Finale
Der UMK 2019 fand am 2. März 2019 im Logomo in Turku statt.
| 1. | 3 | Darude feat. Sebastian Rejman | Look Away M/T: Sebastian Rejman, Ville Virtanen                  | Englisch | Schau weg      | 12 | 12 | 12 | 12 | 12 | 12 | 12 | 12 | 96 | 148 | 244 |
| 2. | 2 | Darude feat. Sebastian Rejman | Superman M/T: Ville Virtanen, Chris Hope, Thom Bridges           | Englisch | Supermann      | 10 | 8  | 8  | 8  | 10 | 10 | 10 | 10 | 74 | 073 | 147 |
| 3. | 1 | Darude feat. Sebastian Rejman | Release Me M/T: Ville Virtanen, Jaakko Manninen, Brandyn Burnett | Englisch | Lass mich frei | 8  | 10 | 10 | 10 | 8  | 8  | 8  | 8  | 70 | 019 | 089 |
| Jury – Punktesprecher |   |                               |                                                                  |          |                |    |    |    |    |    |    |    |    |    |     |     |
| - – William Lee Adams - – Michael Kealy - – Ana Bordas - – Tali Eshkoli - – JOWST - – Gabriel Alares - – Emmelie de Forest - – Jan Bors |   |                               |                                                                  |          |                |    |    |    |    |    |    |    |    |    |     |     |